# 홍대규
홍대규(洪大奎, 1912년 1월 1일 ~ 1966년 11월 29일)는 대한민국 독립운동가이자 서예가 겸 시인이며 前 정치가이다.

## 이름과 별칭
호(號)는 숭의(崇義)·산우(山芋)이며 아명(兒名)은 홍석우(洪奭宇)이고 1915년 3월 1일을 기하여 홍대규(洪大奎)로 개명(改名)하였으며 1925년 경성부 잠입 시절 박기영(朴機榮)이라는 가명(假名)을 잠시 사용하였다.

## 생애

### 일생
경기도 인천 제물포(京畿道 仁川 濟物浦)에서 출생한 그는 국민정부 시대 중화민국 대륙 본토 산시 성 타이위안(國民政府 時代 中華民國 大陸 本土 山西省 太原)에서 조직된 공명단(共鳴團)의 대한 국내 비밀 단원으로서 대한 독립 운동 자금의 모집에 활동하였다. 1928년 공명단에서는 국민정부 시대 중화민국 대륙 본토 둥베이(만주) 지방에서 독립군 비행사를 양성할 목적으로 비행학교(飛行學校)의 설립을 계획하였다. 그리하여 이에 소요되는 자금을 모집하기 위해서 최양옥(崔養玉)·김정련(金正連)·이선구(李善九) 등은 1929년 4월 국내로 잠입하였고, 그도 이들과 합류하려 하였는데 경기도 인천 제물포(京畿道 仁川 濟物浦)에서 일경에 피체되어 3년 징역형을 선고받고 옥고를 치른 후 1932년에 만기출감하였다.
그 후 1933년 국민정부 중화민국 대륙 본토 저장 성 항저우 땅으로 건너가 1934년 2월에서 1935년 2월까지 국민정부 중화민국 대륙 본토 저장 성 항저우 주재 대한민국 임시정부 내무부 예하 경리행정비서관 직책을 지냈으며 1935년 2월에서 1935년 3월까지 한국독립당 초급행정위원 직위를 지낸 후 1935년 3월에 한국독립당을 탈당하였고 그 후 국민정부 중화민국 대륙 본토 광둥 성 포산으로 건너가서 포산에서 베트남식 의류 제조 공장 말단 직원 등과 부농가 예하 소작농(小作農) 등을 전전하였으며 1945년 홍콩에서 8.15 조선 광복을 목도하였다.
그 후 1946년 5월 중순에 미 군정 남조선 과도정부 서울 땅으로 귀국하였으며 1948년 대한민국 정부 수립 후 1948년 9월 22일에서 1949년 1월 23일까지 대한민국 내무부 차관 예하 초급행정비서관 직책을 지냈다.

## 사후
대한민국 정부에서는 고인의 공훈을 기리고자 1968년 8월 15일을 기하여 대한민국 대통령 표창장을, 1990년 3월 1일을 기하여 대한민국 건국훈장 애족장을 각각 추서하였다.